# Galeocharax gulo
Galeocharax gulo är en fiskart som först beskrevs av Cope, 1870.  Galeocharax gulo ingår i släktet Galeocharax och familjen Characidae. Inga underarter finns listade i Catalogue of Life.